# Rothselberg
Rothselberg es un municipio situado en el distrito de Kusel, en el estado federado de Renania-Palatinado (Alemania). Su población estimada a finales de 2016 era de 633 habitantes.
Se encuentra ubicado en la zona centro-oeste del estado, cerca de la frontera con el estado de Sarre y al sur del río Nahe, un afluente del Rin por su margen izquierda.